# Stavovské divadlo
Stavovské divadlo (původní název Hraběcí Nosticovo národní divadlo, Gräflich Nostitzsches Nationaltheater, za socialismu Tylovo divadlo) je divadlo v Praze na Starém Městě, budova čp. 540/I na Ovocném trhu 11, v městské části Praha 1. Stavovské divadlo je úzce spjato s osobou Wolfganga Amadea Mozarta a je jediným dosud existujícím divadlem, kde skladatel působil.

## Architektura

### Budova
Budovu dal postavit jako scénu pro veřejnost osvícený vlastenec hrabě František Antonín z Nostic-Rienecku. Plány uspořádání prostor divadla naskicoval hrabě Kašpar Heřman Künigel, stavbu v letech 1781–1783 projektoval a provedl dvorní stavitel Anton Haffenecker. Stavba jedné z prvních klasicistních budov pro veřejnost v Praze trvala pouhé dva roky.

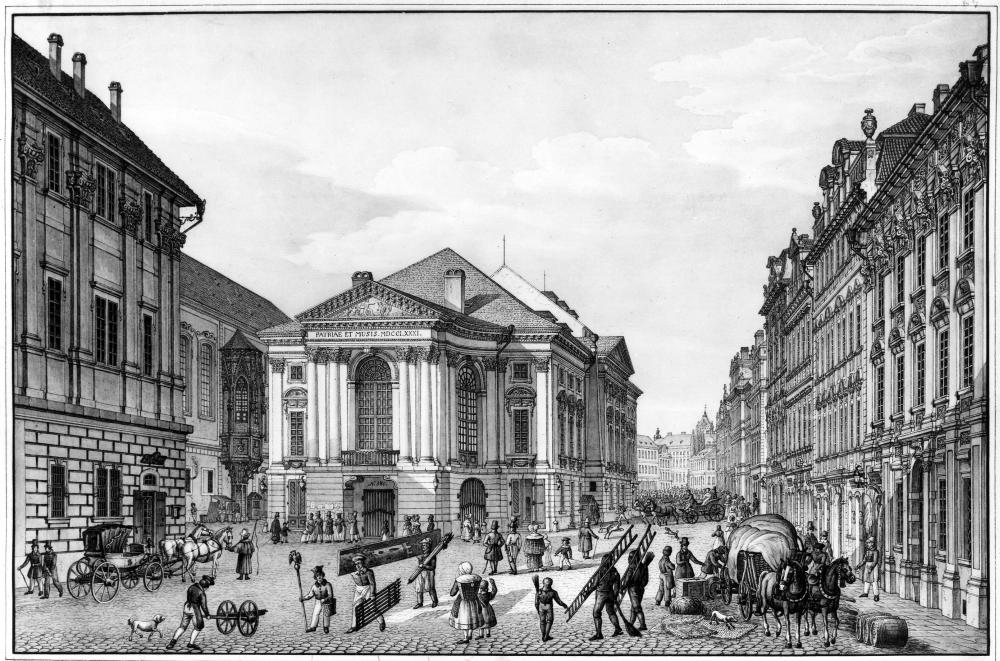
Původní podoba exteriéru

Zajímavostí budov je, že si hrabě Nostic nechal údajně postavit miniaturu tohoto divadla na svém letním sídle. A dokonce tyto dvě budovy měly být i propojeny podzemní chodbou.
Původní budova se odlišovala od současné podoby. Divadlo mělo velká půlkruhově zakončená okna prostupující patry. Budova byla z přední strany od havelského kláštera souměrná se zadním traktem do zbytku Ovocného trhu. Čelní rizalit nebyl rozdělen do dvou pater jako dnes, nýbrž byl uvnitř jeden vysoký salon prostupující od prvního patra až nahoru. 
Původní hlediště mělo pouze tři pořadí lóží a jednu galerii, bylo tedy o patro nižší než to dnešní. Disponovalo plochým parterem, jak bylo v 18. století zvykem, a mělo plochý strop. 
V historii došlo k několika přestavbám a adaptacím divadla. Nejvýraznější z nich byla provedena od 23. září do 29. října 1834, kdy došlo (navzdory časové tísni) k pronikavé přestavbě. Celé hlediště bylo zvýšeno o jedno patro a přistavěna druhá galerie. Stěny hlediště byly vyzdobeny štukovými plastikami a rámci v červeno-bílo-zlatých barvách. Parter, dřív ve dvou úrovních, byl propojen do jednoho svažitého. Přízemní pořadí lóží bylo propojeno v jednu velkou, průběžnou galerii. Portál mezi hledištěm a jevištěm byl vyvýšený a celé jeviště získalo novou mašinérii. Mezi lóžemi byl instalováno osvětlení nástěnnými žirandolami a na strop hlediště zavěšen velký centrální lustr na řetěze s kladkou, pomocí které se spouštěl, dole se svíce rozsvěcely i zhasínaly. Nově otevřené divadlo zahajovalo operou Němá z Portici.
Druhou a nejvýznamnější přestavbu Stavovského divadla od dubna do listopadu 1859, tedy osm měsíců, prováděl stavitel Karel Brust ve spolupráci s architektem Josefem Niklasem. Je pozoruhodná respektem k původnímu stylu architektury. Velká okna v exteriéru byla zazděna a proražena nová, jednoduchá ve dvou patrech nad sebou. Salon v předním rizalitu byl rozdělen do dvou nad sebou. Boční tříosé rizality byly rozšířeny na pětiosé. Dále došlo prakticky k celkovému vybourání vnitřní hmoty divadla] – byl upraven půdorys rozšířením chodeb a stavbou nových schodišť. Hlediště divadla bylo kompletně zbořeno a zkráceno (původní hlediště bylo delší) na úkor zvětšení foyerů a chodeb. Nové hlediště bylo opět rozděleno do pěti pater – tří pořadí lóží a dvou galerií se svažitým parterem. Bylo vyzdobeno opět červeno-bílo-zlatě. Jednotlivé lóže byly zmenšeny, čímž se navzdory zkrácení sálu zvětšil jejich počet na 12 na každé straně, resp. 25 na jedno patro (včetně středové). Celá přestavba byla provedena velmi konzervativně. Jejím výsledkem bylo zlepšení akustiky, zvětšení kapacity, větší komfort pro diváky a zlepšení bezpečnostních podmínek (především požárních). 

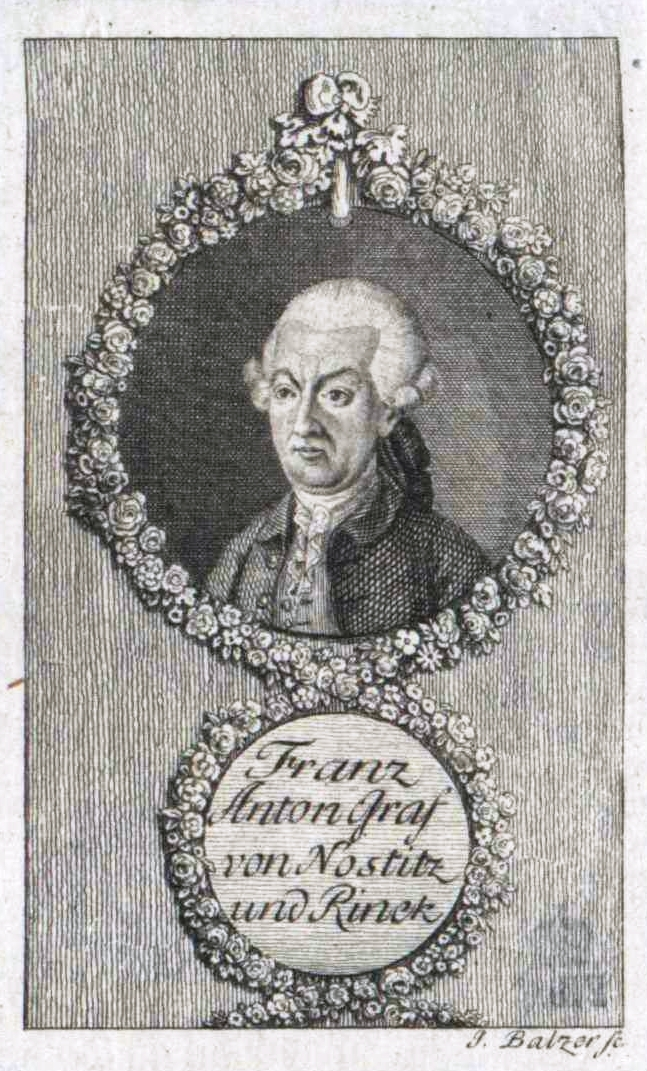
František Antonín hrabě z Nostic-Rienecku

 Třetí přestavbu prováděl architekt Achille Wolf od května do října roku 1882. Celou budovu prodloužil v podélné ose do Ovocného trhu, a tím zvětšil jeviště i prostory v zázemí pro účinkující. V letech 1890-1892 proběhla elektrifikace osvětlení a důležitá přístavba postranních pavlačí na litinových sloupech a s venkovními schodišti, které sloužily hlavně jako únikové východy v případě požáru, jež bývaly především v divadlech velmi časté. 
Poslední přestavbou byla generální rekonstrukce v letech 1983 až 1991. Během ní došlo kromě restaurování interiérů a exteriérů k výstavbě technických výtahů, k prohloubení divadla do podzemí, kde vnikl další foyer pro diváky v parteru. Pod provozní částí divadla vnikly rozsáhlé suterény se zázemím pro účinkující i se sklady dekorací. Tyto prostory zasahují až pod volnou plochu Ovocného trhu. Byla také postavena chodba spojující divadlo s Kolowratským palácem, který slouží jako provozní zázemí Stavovského divadla.

### Výzdoba
Budova je v interiéru vyzdobena sloupy a pilastry z hnědého sliveneckého mramoru, podlahy vestibulu a foyer jsou vydlážděny bílým a hnědým mramorem. Strop jeviště má malovanou geometrickou dekoraci s groteskními motivy v pompejském stylu, pochází z úprav interiéru v letech 1859 a 1874. Původní vnitřní dekorace, kterou navrhl Jan Quirin Jahn, se nezachovala. Josef Bergler roku 1804 namaloval návrh na oponu. Olejomalba zachycuje Olymp, shromáždění řeckých bohů v čele s bohem umění Apollónem ve slunečním voze taženém trojspřežím běloušů, bohové se společně s múzami účastní produkce umění nebo jí přihlížejí. Návrh opony je zavěšen ve vstupním vestibulu nad pokladnou, originál opony se nezachoval. V letech 1804–1809 maloval pro divadlo jevištní dekorace Karel Postl.
Ve foyer jsou zavěšeny malované portréty a busty významných představitelů divadla: portrét dramatika, herce a ředitele divadla Jana Nepomuka Štěpánka (1783–1844) namaloval Antonín Machek, stejně jako portréty hudebního skladatele a kapelníka Stavovského divadla Františka Škroupa s manželkou, herce a pěvce Antonína Jelena v kostýmu Maxe z Weberovy opery Čarostřelec. Dříve zde visely ještě další portréty, dnes nezvěstné, například kapelníka a houslisty Friedricha Wilhelma Pixise a pěvkyně Tekly Baťkové-Podleské.

## Dějiny

### Zahájení provozu

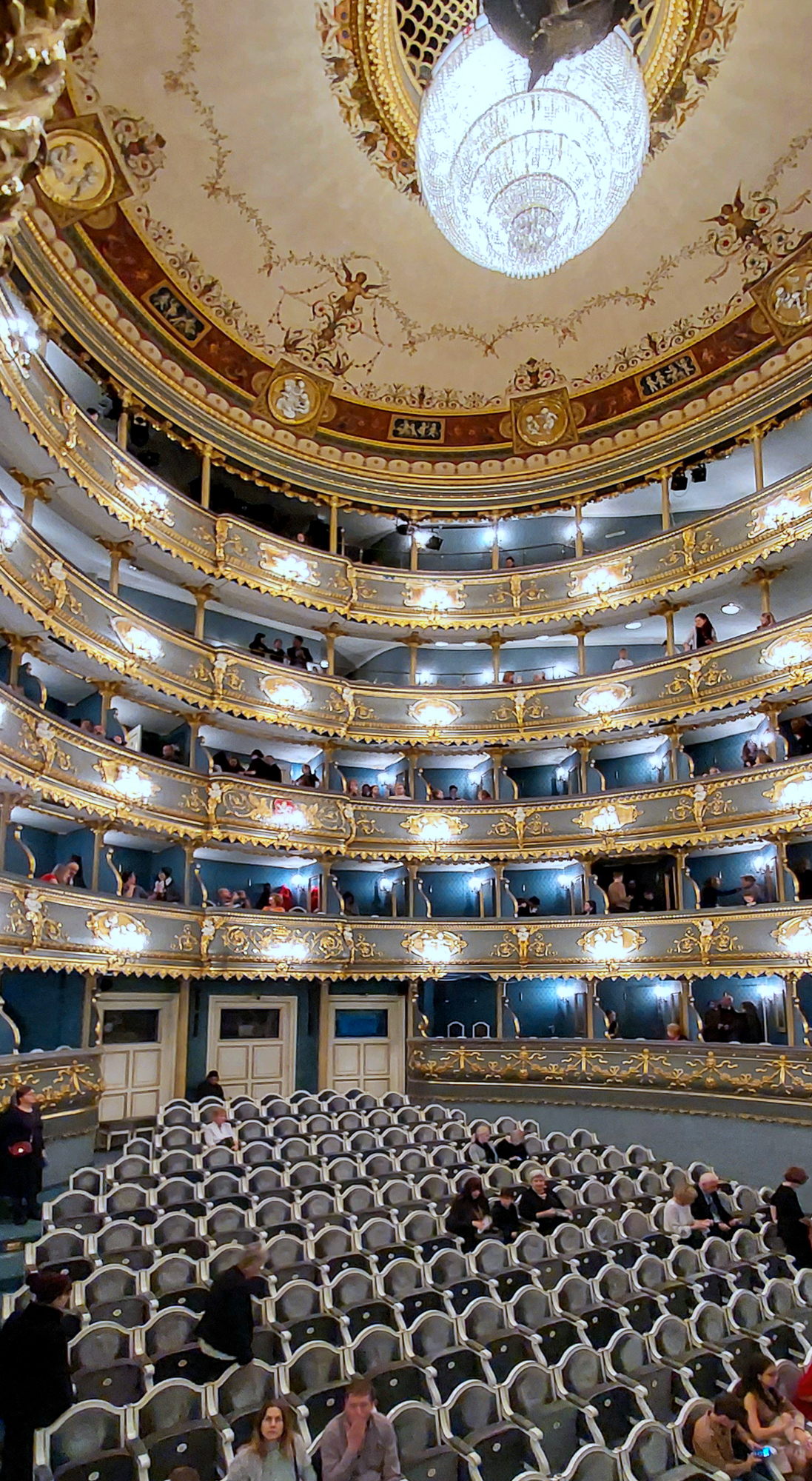
Panoramatická fotografie interiéru, prosinec 2023

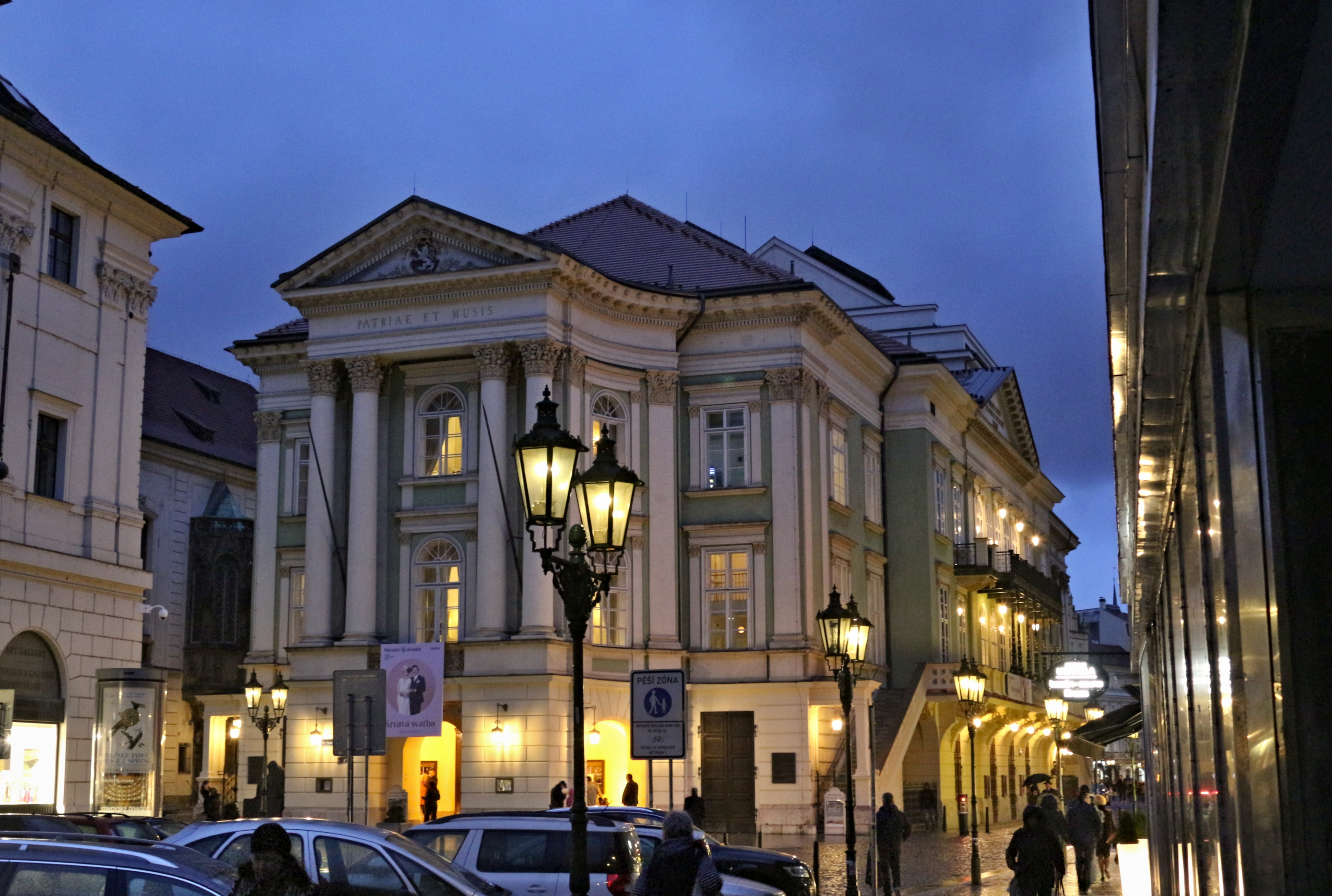
Večerní pohled

Činnost zahájila 21. dubna 1783 Lessingova tragédie Emilia Galotti. Divadlo tehdy pojalo jeden tisíc návštěvníků. Časem byla kapacita pro větší pohodlí diváků snížena na dnešních 659 míst.
Původně měl hrabě Nostic představu uvádět v divadle německou činohru a italskou operu. Brzy byl repertoár rozšířen i o  produkci v češtině: v premiéře 20. ledna 1785 byl uveden český překlad veselohry Johanna Gottlieba Stephania Odběhlec z lásky synovské.
V divadle po svém příjezdu do Prahy v roce 1787 vystoupil sám Mozart a na koncertě 20. ledna osobně dirigoval svoji Figarovu svatbu, která ve Vídni propadla. Nadšení Pražanů bylo veliké. Skladatel, dojat srdečným přijetím, se rozhodl složit pro Prahu novou operu. Tou se stal Don Giovanni (celý název zněl „Il dissoluto punito ossia il Don Giovanni“, na motivy literární předlohy Don Juan), jejíž premiéru 29. října 1787 Mozart opět sám dirigoval. Zejména tato opera divadlo proslavila a Mozartovými operami se stalo Stavovské divadlo známým po celém kulturním světě. V současné době je jediným dosud existujícím divadlem, kde Mozart působil.
Další premiéra Mozartovy opery La clemenza di Tito se odehrála roku 1791 na počest korunovace císaře Leopolda II. českým králem, úspěchu předchozích oper však již nedosáhla.

### Stavovské divadlo

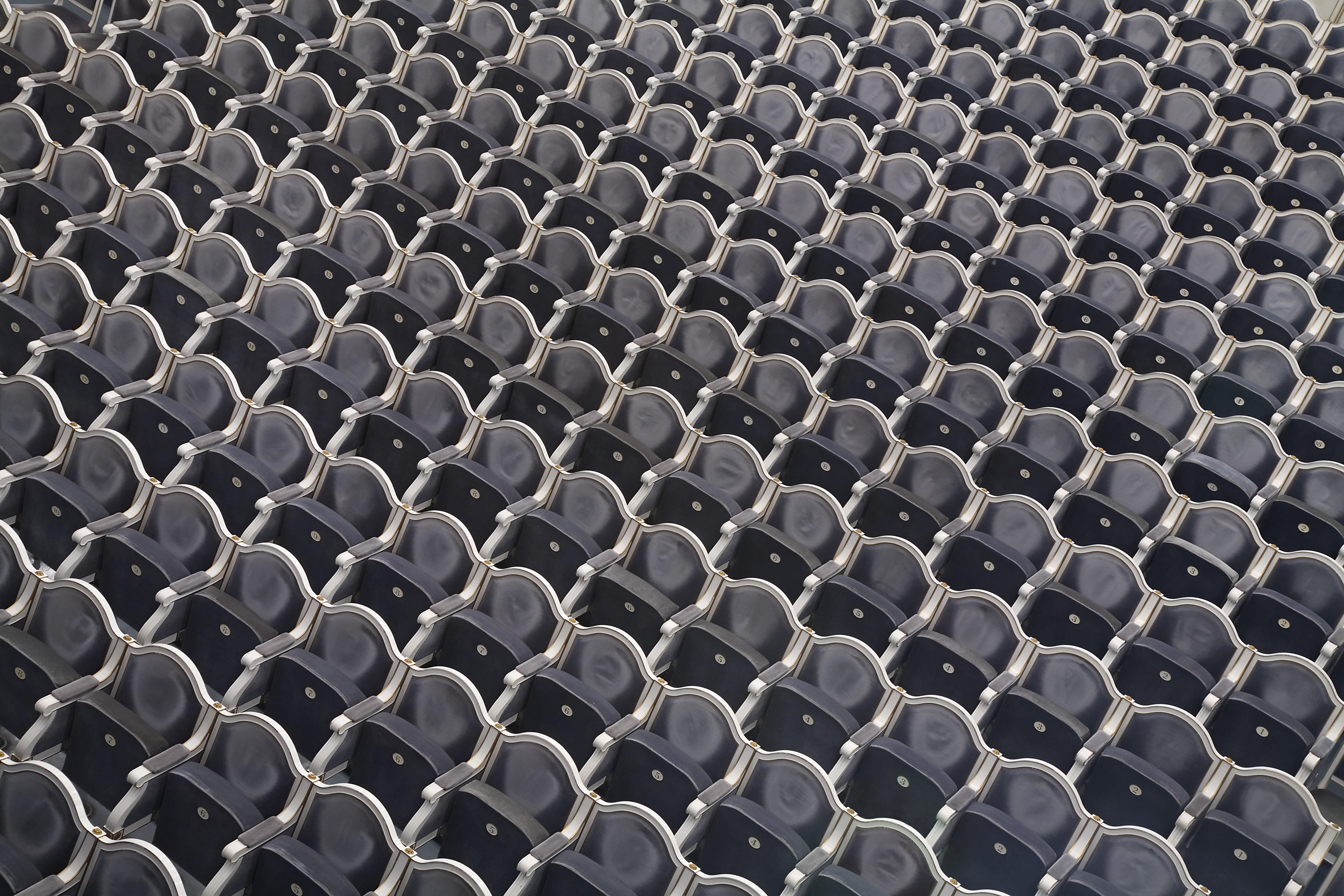
Hlediště

Roku 1799 divadlo od hraběte Nostice odkoupili čeští stavové a přejmenovali Nosticovo divadlo na Stavovské. Roku 1806 se ředitelem a režisérem divadla stal Jan Karel Liebich a po jeho předčasné smrti vdova Johanna. Od května roku 1824 se začala hrát i pravidelná česká představení. 2. února 1826 zde měla premiéru první česká opera Dráteník, jejímž autorem byl František Škroup. Ten se stal v roce 1827 i druhým kapelníkem Stavovského divadla. Škroup se také zasloužil o uvedení řady oper do té doby v českých divadlech nehraných. Jeho zásluhou bylo uvedeno např. několik oper Richarda Wagnera.
V roce 1862 se z divadla stalo Královské zemské německé divadlo s německým souborem. V září 1918, pouhý měsíc před státním převratem, intendant Leopold Kramer uzavřel s německým souborem nájemní smlouvu na deset let. Dne 16. listopadu 1920 v rámci protiněmeckých nepokojů však divadlo obsadil český dav, který budovu předal Klubu sólistů Národního divadla. Zatímco většinu budov obsazených během nepokojů byla vrácena českým Němcům, Stavovské divadlo navráceno nebylo. 1. prosince 1920 došlo usnesením zemského správního výboru k převedu divadla do správy Národního divadla a oficiálnímu přejmenování na Stavovské. Získání divadla na druhou stranu pohřbilo snahy o vybudování nové moderní scény, kterou podporoval například Karel Čapek.
Po skončení druhé světové války v Evropě v roce 1945 byla zahájena představení ve Stavovském divadle Jiráskovou hrou Lucerna. Současně s novým divadelním statutem dostalo v říjnu 1949 Stavovské divadlo i nové jméno – Tylovo divadlo.

### 20. století
Na přelomu osmdesátých a devadesátých let 20. století prošlo divadlo zásadní přestavbou, bylo vybudováno podzemní podlaží a celé divadlo kompletně zrekonstruováno. Během rekonstrukce došlo k zásadní změně barevnosti interiéru. Klasická bílo-zlato-červená kombinace barev byla změněna na bílo-zlato-modrou. Ještě před touto změnou barev stačil Miloš Forman v divadle natočit řadu scén svého slavného filmu Amadeus. Podzemní podlaží je vytvořeno ve stylu osmdesátých let 20. století, nachází se zde šatna a občerstvení a technické zázemí divadla, které zasahuje až hluboko pod Ovocný trh; do těchto provozních prostor je možno vstoupit z divadla samotného anebo přímo z Ovocného trhu výtahem. Během rekonstrukce bylo vytvořeno i moderní otočné jeviště. Původní jeviště je z pohledu diváka sedícího v hledišti poměrně hluboké a nachází se na stejné úrovni jako Ovocný trh, ze kterého lze i přímo na jeviště vstoupit zadním vchodem.
Dvě nejdůležitější lóže jsou císařská a prezidentská. Císařská se nachází přímo naproti jevišti. Prezidentská lóže je napravo od jeviště, výhled z ní je nevalný a lístek do ní zakoupit nelze, protože je neustále rezervována pro prezidenta a jeho hosty.
Dnes je Stavovské divadlo druhou scénou Národního divadla. Vedle činoherního souboru zde působí také opera Národního divadla, která zde provozuje až na výjimky především mozartovský repertoár.

## Zajímavosti

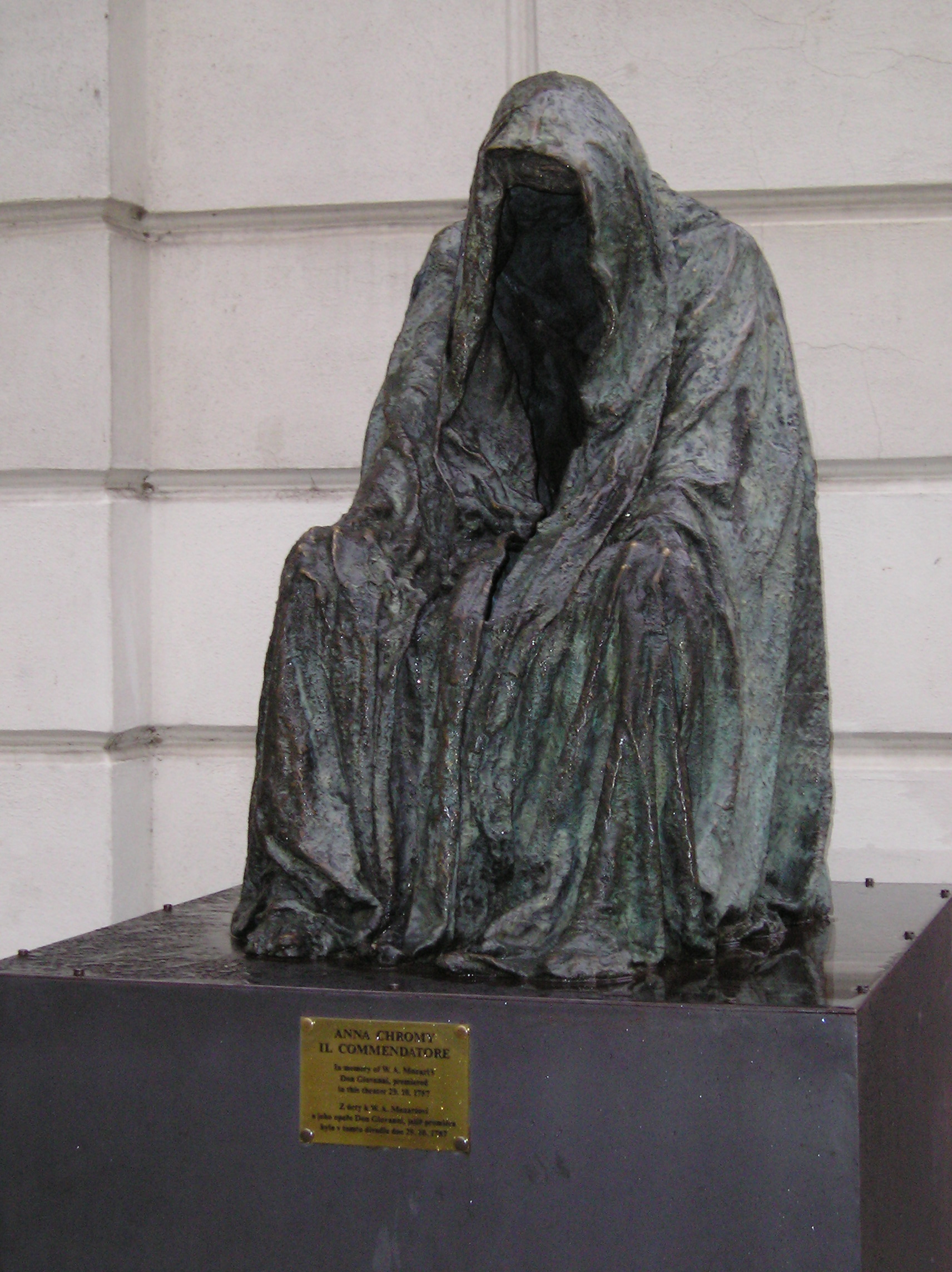
Socha Il Commendatore - Komtur u Stavovského divadla

- Druhé, ale menší Nosticovo divadlo v podobě zahradního pavilónu si hrabě Nostic dal vystavět na zahradě svého malostranského paláce.
- Režisér Miloš Forman ve Stavovském divadle natáčel divadelní scény svého filmu Amadeus.
- Mezi významné české divadelníky spojené se Stavovským divadlem patří mimo jiné osobnosti i jeho někdejší ředitel Jan Nepomuk Štěpánek.
- V těsné blízkosti budovy se nachází Kolowratský palác (jižně), který je s divadlem spojen podzemní chodbou a v němž sídlí komorní scéna Národního divadla, Divadlo Kolowrat.
- Protože W. A. Mozart uvedl v roce 1787 premiéru své opery Don Giovanni ve Stavovském divadle, představuje socha ducha u divadla operní postavu Il Commendatore. Socha je v Praze od roku 2000, podobné sochy umělkyně Anna Chromy vytvořila pro Salcburskou katedrálu, pro Archeologické muzeum v Aténách a pro Knížecí palác v Monaku.